# Sur (Sevilla)
Sur és un dels onze districtes en què està dividida a efectes administratius la ciutat de Sevilla, capital de la comunitat autònoma d'Andalusia, a Espanya.
Està situat a l'àrea centre-sud del municipi. Limita a l'est amb els municipis de Dos Hermanas i Alcalá de Guadaíra; al nord limita amb els districtes Cerro-Amate i Nervión; al nord-oest amb Casco Antiguo; i a l'oest amb Los Remedios.

## Barris
- El Prado-Parque de María Luisa
- Huerta de la Salud
- El Porvenir
- Giralda Sur
- El Plantinar
- Felipe II-Los Diez Mandamientos
- Tabladilla-La Estrella
- Bami
- Tiro de Línea-Santa Genoveva
- El Juncal-Híspalis
- Avenida de la Paz
- La Oliva (part de Las 3000 Viviendas)
- Las Letanías (part de Las 3000 Viviendas)
- Polígono Sur (part de Las 3000 Viviendas)[1]